# Telmatoscopus amplena
Telmatoscopus amplena és una espècie d'insecte dípter pertanyent a la família dels psicòdids.

## Descripció
- Mascle: sutura interocular feble i arquejada; front amb una àrea triangular pilosa i una franja ampla que s'estén fins a la sutura interocular; palps molt grans; ales amples, arrodonides apicalment, amb membranes sense marques i de 2,37 mm de llargada i 1,15 d'amplada; edeagus amb una base gran i fosca, i una part clara, apical i en forma de ganxo; antenes d'1,48 mm de llargària.
- La femella no ha estat encara descrita.[3]

## Distribució geogràfica
Es troba a les illes Filipines: Mindanao.